# Afrikanischer Quastenstachler
Der Afrikanische Quastenstachler (Atherurus africanus) ist eine Stachelschweinart aus der Gattung der Quastenstachler (Atherurus). Er kommt in West- und Zentralafrika südlich der Sahara vor.

## Merkmale

### Allgemeine Merkmale
Der Afrikanische Quastenstachler erreicht eine Kopf-Rumpf-Länge von 34,5 bis 60,0 Zentimetern, die Schwanzlänge beträgt 10,0 bis 26,0 Zentimeter und das Gewicht liegt zwischen 1,5 und 4,6 Kilogramm. Der Hinterfuß wird 71 bis 73 Millimeter lang, die Ohrlänge beträgt 38 bis 39 Millimeter. Er ist damit für ein Nagetier vergleichsweise groß, innerhalb der Stachelschweine jedoch relativ klein mit einem länglichen Körper und vergleichsweise langem Schwanz und kurzen Beinen. Das Rückenfell ist dunkelbraun und mit dicken Stacheln bedeckt, die eine weiße Basis haben und zum Ende hin dunkler werden und an der scharfen Spitze dunkelbraun bis schwarz sind. Zwischen den Stacheln befinden sich dünne, borstige Haare. Auf der Bauchseite, den Beinen und am Kopf befinden sich weichere Stacheln. Die Länge der Stacheln unterscheidet sich je nach Körperregion, sie erreichen eine Länge von 20 Millimeter im Nacken, 25 bis 45 Millimeter an den Körperseiten und bis zu 90 Millimeter in der Rückenmitte.
Der Kopf der Tiere ist langgezogen und spärlich mit kurzen und borstigen dunklen Haaren bestanden, die Ohren sind schwarz gefärbt und fast unbehaart. Die Schnurrhaare sind lang und schwarz. Die Bauchseite ist schmutzig weiß bis blassbraun. Die Haare und Stacheln sind weicher als die der Rückenseite mit einer Länge von 10 bis 15 Millimeter. Die Vorder- und die Hinterfüße sind mit rauen, borstigen Haaren bedeckt. Sie haben jeweils fünf Zehen, die mit Ausnahmen des Daumen mit scharfen Klauen bestückt sind. Der Schwanz erreicht 25 bis 50 % der Kopf-Rumpf-Länge und ist damit im Vergleich zu dem größerer Stachelschweine relativ lang. Er besitzt eine kräftige Basis und wird zum Ende schmaler, dabei ist er vollständig mit kurzen schwarzen Stacheln besetzt. Am Schwanzende besitzen die Tiere eine Quaste aus abgeflachten und hohlen Stacheln, die mit Plättchen belegt sind und als Rassel genutzt werden. Diese Quaste kann leicht brechen und bei einzelnen Individuen auch fehlen. Die Weibchen haben zwei Paar seitlich angelegte Zitzen im Brustbereich.

### Merkmale des Schädels
| 1 | · | 0 | · | 1 | · | 3 | = 20 |
| 1 | · | 0 | · | 1 | · | 3 | = 20 |

Die Tiere besitzen wie alle Stachelschweine ein typisches Nagetiergebiss mit zu Nagezähnen umgewandelten Schneidezähnen (Incisivi) und eine darauf folgende Zahnlücke (Diastema). Sowohl im Oberkiefer als auch im Unterkiefer folgen pro Hälfte je ein Prämolar sowie drei Molaren. Insgesamt verfügen die Tiere damit über ein Gebiss aus 20 Zähnen. Die Schneidezähne sind auf der Außenseite glatt und besitzen keine Furchen. Im Vergleich zu den ebenfalls in Afrika lebenden Hystrix-Arten ist der Schädel lang und besitzt keine vergrößerten Nasenbeine. Die Postorbitalfortsätze des Jochbeins sind reduziert oder fehlen vollständig.

## Verbreitung

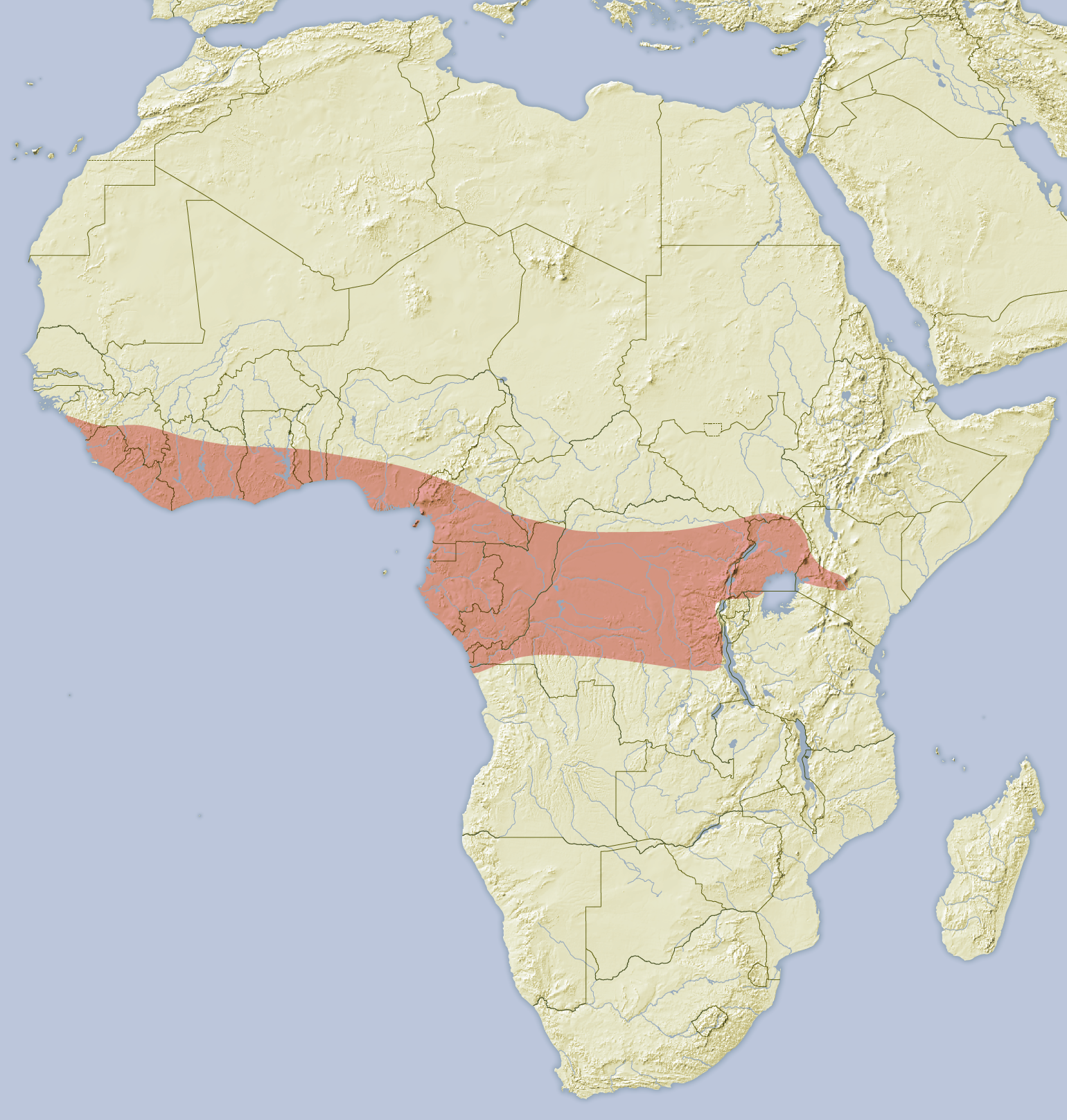
Verbreitungsgebiet des Afrikanischen Quastenstachlers

Der Afrikanische Quastenstachler kommt in West- und Zentralafrika südlich der Sahara vor. Das Verbreitungsgebiet reicht von Guinea, Sierra Leone und Gambia nach Osten bis nach Kenia und umfasst Teile von Guinea, Côte d’Ivoire, Sierra Leone, Liberia, Ghana, Togo, Benin, Uganda, Nigeria, Kamerun, Äquatorial-Guinea einschließlich der Insel Bioko, Gabun, den Norden und Nordwesten von Angola, die Republik Kongo, die Demokratische Republik Kongo, Gambia, Ruanda, den Süden von Südsudan, Kenia sowie eventuell den Westen von Tansania rund um den Tanganjikasee. Die Höhenverbreitung reicht von Meereshöhe bis in Höhen von 3000 Metern in Kamerun. Als Lebensräume besiedeln die Tiere tropischen Regenwald sowie Regenwald-Savannen-Gebiete.

## Lebensweise
Der Afrikanische Quastenstachler lebt am Boden in Regenwaldgebieten und vor allem in der Nähe von Wasserläufen, er kommt aber auch im Bereich von landwirtschaftlich genutzten Flächen vor. Dabei lebt er in selbst gegrabenen Höhlen oder Höhlungen unter Baumwurzeln, Steinen und Totholz sowie in Termitenbauten. Die Tiere sind nachtaktiv und in der Regel als Einzelgänger unterwegs, teilen sich die Höhle jedoch auch häufig in gemischtgeschlechtlichen Gruppen mit sechs und mehr Tieren und treffen sich häufig in Gruppen an den verfügbaren Nahrungsquellen. Wie alle Stachelschweine ernährt sich auch der Afrikanische Quastenstachler primär herbivor (von pflanzlicher Nahrung). Dabei bevorzugt er vor allem auf dem Boden liegende Früchte, vertilgt jedoch auch Blüten, Blätter, Wurzeln und Knollen. Seltener fressen die Tiere an Aas, nagen an Knochen oder fressen Würmer am Boden.
Die Tragzeit beträgt 100 bis 110 Tage, in der Regel gebiert ein Weibchen zwei bis drei Mal im Jahr jeweils ein einzelnes Jungtier. Die Lebensdauer der Tiere kann bis 15 Jahre betragen.

## Systematik
Der Afrikanische Quastenstachler wird als eigenständige Art innerhalb der Gattung der Quastenstachler (Atherurus) eingeordnet, die aus zwei Arten besteht und neben ihm noch den Asiatischen Quastenstachler (A. macrourus) enthält. Die wissenschaftliche Erstbeschreibung stammt von John Edward Gray aus dem Jahr 1842 unter der Bezeichnung Atherura africana. Er bezog sich dabei auf ein totes Individuum im British Museum, das aus Sierra Leone stammte, erwähnte aber auch ein lebendes Exemplar im Besitz des damaligen Earl of Derby. Zudem verwies Gray auf Edward Turner Bennetts Publikation The gardens and menagerie of the Zoological Society, aus dem Jahr 1831, in der er Tiere von der Insel Bioko vorstellte.
Innerhalb der Art werden neben der Nominatform nach Wilson & Reeder 2005 keine Unterarten unterschieden.

## Gefährdungsstatus
Der Afrikanische Quastenstachler wird von der International Union for Conservation of Nature and Natural Resources (IUCN) als nicht gefährdet (Least concern) eingeordnet. Begründet wird dies mit dem großen Verbreitungsgebiet und seinem regelmäßigen Vorkommen sowie dem nur geringen Rückgang der Bestände, der eine Aufnahme in eine Gefährdungskategorie nicht rechtfertigt.

## Afrikanischer Quastenstachler und der Mensch
Wie andere Stachelschweine kann auch der Afrikanische Quastenstachler Schäden in landwirtschaftlich genutzten Flächen verursachen, vor allem beim Anbau von Cassava, Süßkartoffel, Bananen und anderen Früchten.

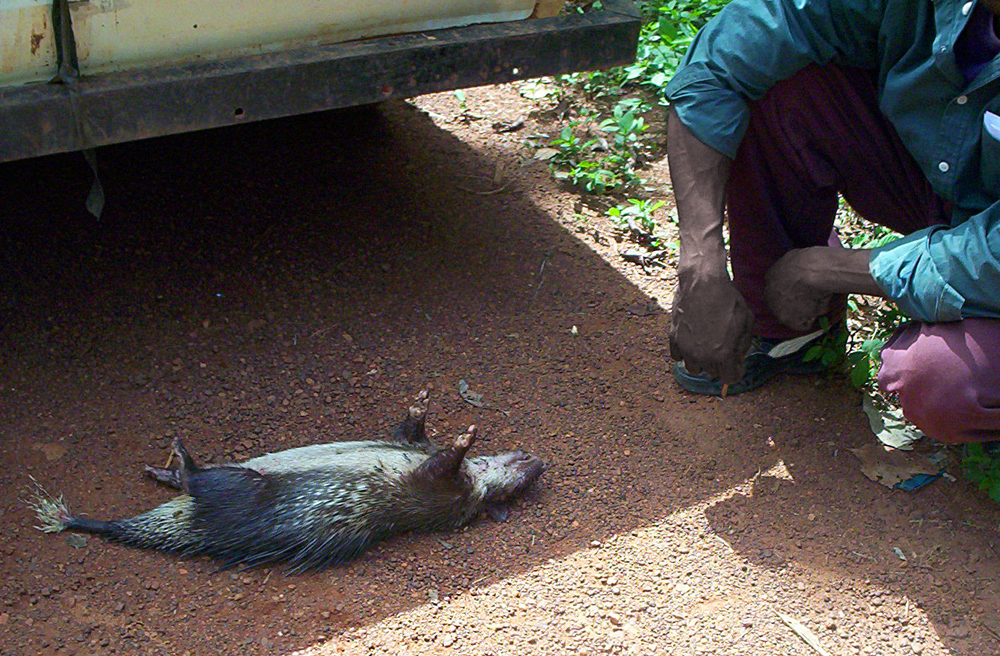
Afrikanischer Quastenstachler auf einem Bushmeat-Markt in Kamerun.

Zugleich steigt die Bejagung auf die Tiere und die Nutzung als Fleischquelle (Bushmeat), die vor allem in Zentralafrika als Risiko für die Bestände der Art gilt. In Kamerun, Nigeria, Gabun und Kongo ist der Quastenstachler eine der häufigsten Arten auf den lokalen Bushmeat-Märkten und in Äquatorialguinea stellt er gemeinsam mit dem Blauducker (Philantomba monticola) mehr als die Hälfte aller angebotenen Tiere dar. Zugleich ist das Fleisch eines der begehrtesten und teuersten auf diesen Märkten.

## Belege
1. 1 2 3 4 5 6 7 8 9 10 11  E.L. Barthelmess: African Brush-tailed Porcuoine - atherurus africanus. In: Don E. Wilson, T.E. Lacher, Jr., Russell A. Mittermeier (Herausgeber): Handbook of the Mammals of the World: Lagomorphs and Rodents 1. (HMW, Band 6), Lynx Edicions, Barcelona 2016; S. 323–324. ISBN 978-84-941892-3-4.
2. 1 2 3 4 5 6 7  Atherurus africanus in der Roten Liste gefährdeter Arten der IUCN 2017.2. Eingestellt von: M. Hoffmann, N. Cox, 2008. Abgerufen am 28. September 2017.
3. ↑  Erika L. Barthelmess: Hystricidae (Old Wold Porcupines). In: Don E. Wilson, T.E. Lacher, Jr., Russell A. Mittermeier (Herausgeber): Handbook of the Mammals of the World: Lagomorphs and Rodents 1. (HMW, Band 6) Lynx Edicions, Barcelona 2016; S. 315. ISBN 978-84-941892-3-4.
4. ↑  John Edward Gray: Descriptions of some new genera and fifty unrecorded species of Mammalia. Annals and magazine of natural history 10, 1842, S. 255–267 ()
5. ↑  Edward Turner Bennett: The gardens and menagerie of the Zoological Society delineated. Volume 1: Quadrupeds. London, 1831, S. 1–308 (S. 175–178) ()
6. 1 2  Atherurus africanus. In: Don E. Wilson, DeeAnn M. Reeder (Hrsg.): Mammal Species of the World. A taxonomic and geographic Reference. 2 Bände. 3. Auflage. Johns Hopkins University Press, Baltimore MD 2005, ISBN 0-8018-8221-4.
7. ↑  Ferran Jori, Manel Lopez-Béjar, Patrick Houben: The biology and use of the African brush-tailed porcupine (Atherurus africanus, Gray, 1842)as a food animal. A review. Biodiversity & Conservation 7 (11), 1998; S. 1417–1426. doi:10.1023/A:1008853113835